# Oberweiler (Eifel)

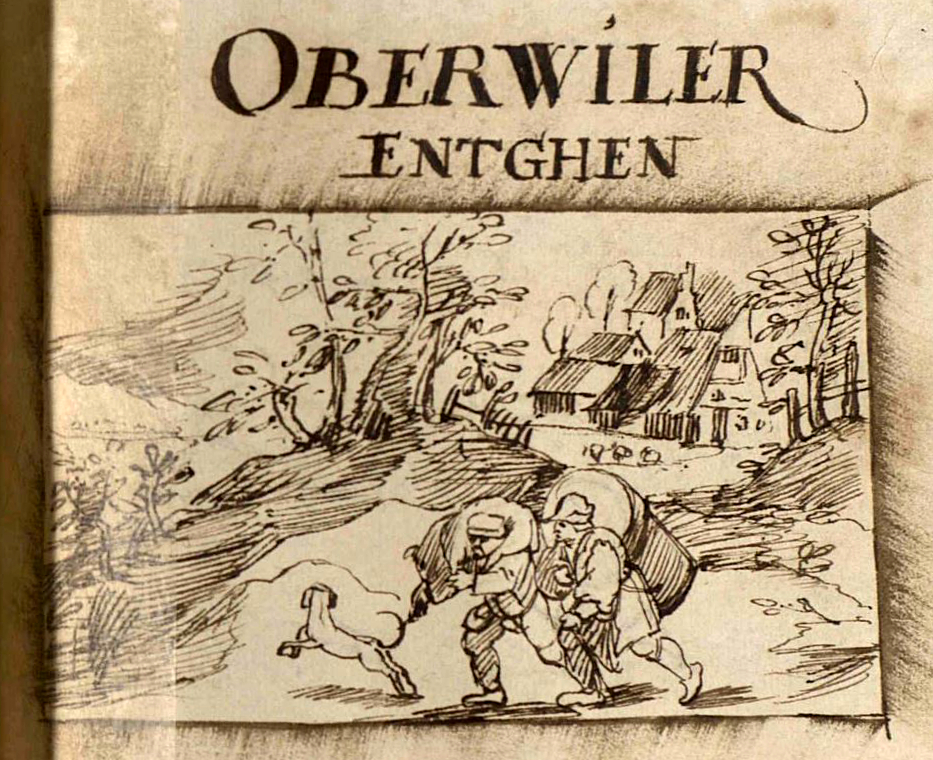
Oberweiler, Jean Bertels 1597

Oberweiler ist eine Ortsgemeinde im Eifelkreis Bitburg-Prüm in Rheinland-Pfalz. Sie gehört der Verbandsgemeinde Bitburger Land an.

## Geographie
Oberweiler liegt in der Südwesteifel ca. 15 km nordwestlich der Kreisstadt Bitburg. Das Gemeindegebiet erstreckt sich auf dem Höhenrücken zwischen Nims und Prüm und wird vom Finkenbach entwässert. Von dem 5,31 km² großen Gemeindegebiet ist mit 38,2 % ein vergleichsweise geringer Anteil Landwirtschaftsfläche, 54,7 % sind von Wald bestanden.
Der Ort gliedert sich in die Ortsteile Oberweiler und Beifels (heute Wüstung). Zu Oberweiler gehört zudem der Weiler Waxweiler Straße.
Nachbarorte sind die Ortsgemeinden Plütscheid im Norden, Ehlenz im Osten, Niederweiler im Süden, der Oberpierscheider Ortsteil Philippsweiler im Westen sowie Mauel im Nordwesten.

## Geschichte
Aus der vorchristlichen Zeit zeugt eine Wehranlage mit Wallgräben auf dem „Ritschberg“, der ursprünglich auf der Gemarkung Beifels stand. Die erste urkundliche Erwähnung des Ortes als „Wilre iuxta Ham“ (‚Wilre nahe bei Ham‘) stammt aus dem Jahre 1257, wobei dieser Name zusammen für die heute getrennten Orte Ober- und Niederweiler stand. Der Ortsname alleine konnte für 1473 nachgewiesen werden, als er noch als „Oberwiller“ firmierte. Damals bestand die Ortschaft aus fünf Haushalten, wie dem luxemburgischen Feuerstellenverzeichnis zu entnehmen ist. Ab dem Mittelalter lag nahe bei Oberweiler der Hof „Beifels“, der bei einem Brand im Jahre 1962 den Flammen zum Opfer fiel.
Als Unterherrschaft gehörte Oberweiler bis zur französischen Zeit Ende des 18. Jahrhunderts zum Herzogtum Luxemburg. Die Inbesitznahme des Linken Rheinufers durch französische Revolutionstruppen beendete die alte Ordnung. Der Ort wurde von 1798 bis 1814 Teil der Französischen Republik (bis 1804) und anschließend des Französischen Kaiserreichs, zugeordnet dem Arrondissement Bitbourg (Bitburg) des Departements der Wälder. Verwaltet wurde Oberweiler von der Mairie und späteren Bürgermeisterei Biersdorf, die 1856 in die Bürgermeisterei Bickendorf (1927 in Amt Bickendorf umbenannt) eingegliedert wurde. Letzteres wurde 1970 im Zuge der rheinland-pfälzischen Kommunalreform mit vier weiteren Ämtern zur Verbandsgemeinde Bitburg-Land zusammengeschlossen, die wiederum zum 1. Juli 2014 in die Verbandsgemeinde Bitburger Land aufging.
Am 1. Juli 1967 wurde die bis dahin selbständige Gemeinde Beifels mit zuletzt zwei Einwohnern eingemeindet.
Bevölkerungsentwicklung
Die Entwicklung der Einwohnerzahl von Oberweiler, die Werte von 1871 bis 1987 beruhen auf Volkszählungen.
| Jahr | Einwohner |
| ---- | --------- |
| 1815 | 131       |
| 1835 | 197       |
| 1871 | 214       |
| 1905 | 155       |
| 1939 | 152       |
| 1950 | 152       |
| 1961 | 151       |

| Jahr | Einwohner |
| ---- | --------- |
| 1970 | 149       |
| 1987 | 145       |
| 1997 | 154       |
| 2005 | 149       |
| 2011 | 135       |
| 2017 | 159       |
| 2023 | 173       |

## Politik

### Gemeinderat
Der Gemeinderat in Oberweiler besteht aus sechs Ratsmitgliedern, die bei der Kommunalwahl am 9. Juni 2024 in einer Mehrheitswahl gewählt wurden, und dem ehrenamtlichen Ortsbürgermeister als Vorsitzendem.

### Bürgermeister
Nico Steinbach wurde 2008 Ortsbürgermeister von Oberweiler. Bei der Direktwahl am 26. Mai 2019 wurde er mit einem Stimmenanteil von 80,87 % und am 9. Juni 2024 als einziger Bewerber mit 71,7 % für jeweils weitere fünf Jahre in seinem Amt bestätigt.

### Wappen
| Wappen von Oberweiler | Blasonierung: „In Blau drei silberne Lilien im Schildhaupt, darunter ein silbernes Hirschgeweih mit goldenem Kreuz.“ |
| Wappen von Oberweiler | Wappenbegründung: Auf die Grundherren derer von Heisgen deuten die drei Lilien im Schildhaupt hin. Patron der Kapelle ist der heilige Hubertus, der als Attribut ein Hirschgeweih mit Kreuz führt. Das Wappen wurde am 7. Februar 1992 genehmigt. |

## Kultur und Sehenswürdigkeiten

### Bauwerke

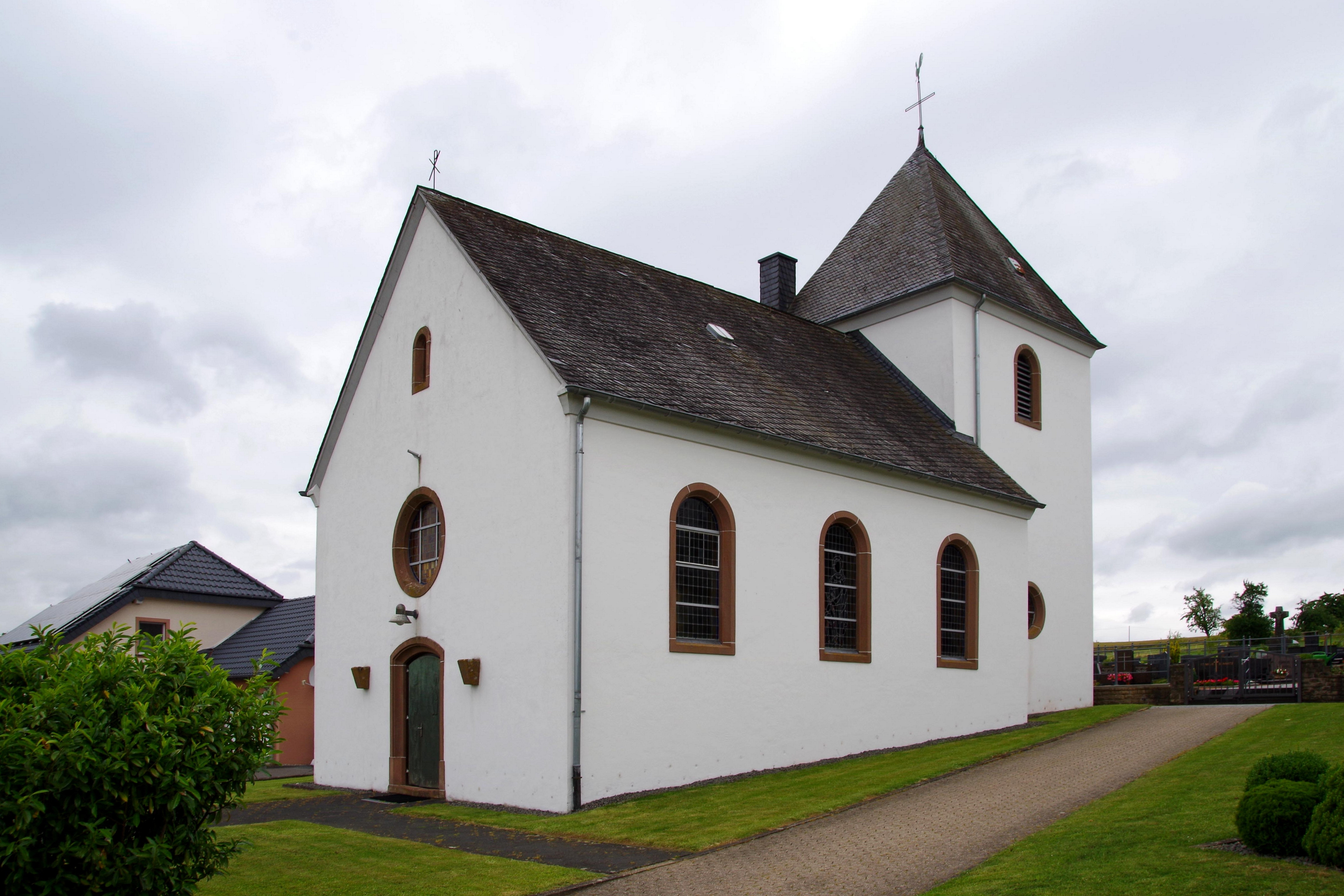
St. Hubertus, Südostseite

- St. Hubertus, SüdostseiteKatholische Filialkirche St. Hubertus aus dem Jahre 1950.[14]
- In der Nähe befindet sich das private Schloss Merkeshausen von 1892, das am Ufer der Prüm liegt.⊙

### Grünflächen und Naherholung

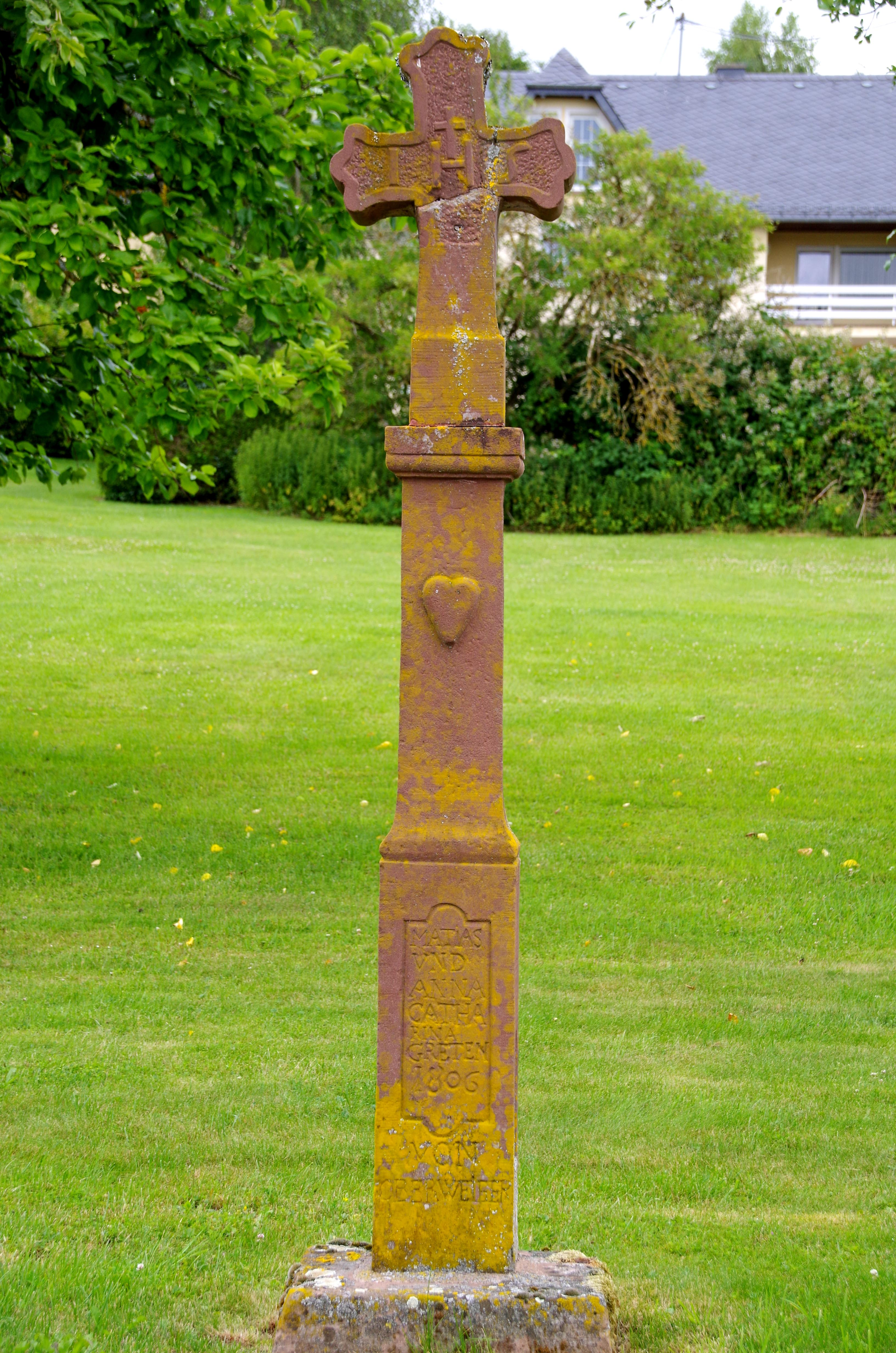
Unfallkreuz Greten (1806)

- Unfallkreuz an der Hauptstraße. Das Kreuz erinnert an einen tragischen Unfall. Im Jahr 1806 verunglückt das Ehepaar Greten tödlich, als sein Ochsengespann durchgeht.
- Ehrendenkmal an die Kriegsopfer am Friedhof
- Wanderrouten in und um Oberweiler[15]

### Regelmäßige Veranstaltungen
- Hüttenbrennen am ersten Wochenende nach Aschermittwoch (sogenannter Scheef-Sonntag)[16][17]
- Traditionelles Ratschen oder Klappern am Karfreitag und Karsamstag
- Herbstfest – im Oktober lädt der Förderverein der Kapelle zum Herbstfest ins Gemeindehaus ein.
- Jährliches Kirmes- bzw. Kirchweihfest. Das Hubertusfest findet Anfang November statt.

## Infrastruktur

### Wirtschaft
Oberweiler liegt in einer von Land- und Forstwirtschaft geprägten Landschaft. Im Zuge des Strukturwandels der letzten Jahrzehnte ist nur noch ein Vollerwerbslandwirt verblieben. Der Ort hat sich überwiegend zur Wohngemeinde für Pendler entwickelt, die in den umliegenden Städten ihrer Arbeit nachgehen.

### Verkehr
Die Gemeinde liegt an der Landesstraße L 12. Von ihr zweigt in Oberweiler die Kreisstraße K 69 nach Ehlenz ab sowie südlich des Ortes die K 72 nach Niederweiler.